# Enrique Cofiner
Enrique Escudé-Cofiner i Graugés, conocido como Enrique Cofiner (Barcelona, 13 de agosto de 1909-Molins de Rey, 1 de mayo de 1996) fue un pianista, organista y compositor español, director de la Sociedad General de Autores y Editores de España. Su repertorio musical abarca muchos estilos: cuenta con cantables, música para revistas, un concierto para guitarra flamenca y orquesta, piezas y arreglos para piano, y sardanas.

## Biografía
Hijo de Francisco Escudé-Escudé (Valls, Tarragona 1868-Barcelona 1928), un guitarrista gitano, y de María Cofiner (San Jaime de Frontanya, Barcelona, ¿? – Barcelona 1941), que trabajó en diferentes ámbitos. Su hermano Antonio Cofiner tocaba el violín y trabajó como profesor en la casa de asilo Max Bembo de Barcelona.
Su padre, guitarrista flamenco, le enseñó algunas nociones básicas de flamenco y de guitarra. Con siete años, en 1916, comenzó en la escolanía de la Basílica de la Merced, en Barcelona. En 1918 se cambió a la Iglesia de Santa María del Pino y allí estudió órgano, piano, canto y solfeo con Josep Masvidal. Por motivos económicos, hasta los años 30 no continuó académicamente su formación musical, haciéndolo en el Conservatorio Municipal de Música de Barcelona. Del 1932 al 1937 cursó órgano con Joan Suñé, Solfeo y Teoría de la Música con Lluís Millet, armonía con Enric Morera y contrapunto y fuga con Jaume Pahissa.
Durante esos años compaginó su formación con la actividad profesional. En 1930 es nombrado director y pianista acompañante de la Sociedad Coral Orfeónica Euterpe, para la que hacía arreglos y orquestaciones, y en 1935 dirigió el grupo de jazz Rodamon’s Band que amenizaba veladas en una Jazz Brasserie de Vía Layetana. Durante 1937 formó parte de la Sección de Cultura del Casal de Esquerra Republicana Francesc Macià, ofreciendo varios conciertos —la mayoría de sus propias obras—, y además tuvo la oportunidad de ver estrenada su sardana Juliol dirigiendo él la Banda Municipal de Barcelona hasta en dos ocasiones, en conciertos benéficos para la recaudación de dinero para los hospitales de sangre y para la Cruz Roja. Ese mismo año compuso Oda sinfónica, en memoria del poeta Federico García Lorca, y que posteriormente varió y transformó en una nueva obra titulada Images d'Espagne. En mayo de 1938 es encerrado en un campo de trabajo en Gerona donde estará nueve meses.
En 1939 asistió a las fiestas quinquenales de Alcanar, y allí conoció a Isabel Fuentes, su futura mujer. Tras la muerte de su madre en 1941 se trasladó a Madrid, a continuar con su formación de composición con Conrado del Campo y con su alumno Gerardo Gombau, con quien mantuvo una estrecha relación.

## Carrera profesional
Durante la década de los 30 ya trabajó como director y pianista acompañante de la Societat Coral Euterpe y músico de orquesta de jazz con Rodamon’s Band, así como organista acompañante de los ensayos de la escolanía de Santa María del Pino. 

### Cofiner y sus Chicos - Viaje a Oriente Próximo
Al llegar a Madrid en 1941 trabajó como pianista en la sala Ciudad Jardín-Villa Rosa, el segundo local que Tomás Pajares abrió en Ciudad Lineal porque, debido a las medidas restrictivas de la postguerra, el local Villa Rosa de la plaza de Santa Ana tenía que cerrar a media noche. El segundo local, al estar a las afueras de Madrid por aquel entonces, y gracias a la intercesión del Ministro de Trabajo José Antonio Girón, pudo abrir hasta altas horas de la noche. Allí formó la orquesta (de la cual fue pianista y director) "Cofiner y sus Chicos", con los siguientes músicos: Jesús Lincoln Barceló Sobrecases (saxofón y flauta), Alberto Alonso Chardí “Orelletes” (batería), Rafael Urdapilleta Olagaray (violinista), Pedro Salinas Alberdi, Leovigildo Martínez Moreno (contrabajo), Emilio Saló i Ramell (trompeta) y Joaquín Romero Ojer (canto).
Entre 1943 y 1946 abrió una editorial de partituras: Publicaciones Cofiner y Jazz-Club. Editó sobre todo foxtrots y swings para orquestas de baile y cantables, suyos y de músicos cercanos a él.
Con «Cofiner y sus Chicos» realizó dos giras por Oriente Próximo por algunos de los hoteles más importantes de El Cairo, Alejandría o Beirut. El primer viaje lo realizaron para amenizar la fiesta de fin de año de 1936 en el hotel Shepheard’s de El Cairo. Habían pactado un contrato de cinco meses, pero lo alargaron hasta octubre de 1947 debido al gran éxito. Periódicos locales afirmaron que fueron los primeros en llevar la samba a Egipto y reconocían su calidad. De hecho, tuvieron tanto éxito en la radio que en junio les dieron un programa de una hora todos los martes en Cairo Calling.
En junio de 1948 partieron nuevamente, esta vez hacia Líbano. Estuvieron tres meses en el Hotel Normandy de Beirut, después visitaron Jordania, Siria y Jerusalén. Y tres meses más en el hotel Ambassador de la ciudad de Bhamdoun. Volvieron al hotel Shepheard’s a amenizar el carnaval, y en septiembre tocaron en el Casino San Stephano de Alejandría.

### Canción popular y revista
Con la orquesta «Cofiner y sus chicos» también viajó por Europa durante los primeros años de la década de los 50 para realizar grabaciones y ediciones de algunas partituras. Por ejemplo, con Fonit (Italia) editó más de una decena de temas. Fue en esta década cuando empezó a componer revistas, de las cuales salieron algunos de sus mayores éxitos, como «Me gusta mi novio», de la revista Vacaciones de broma o «La portuguesa», de Secreto de estadio. Hasta finales de los años 70 siguió componiendo música para revistas.
En el año 1958 dirigió e hizo arreglos para la discográfica Telefunken, que sería posteriormente absorbida por Decca Records. Otras casas discográficas con las que publicó fueron la Compañía del Gramófono Odeón, la italiana Fonit, discos Belter o Columbia.
Algunos de los y las cantantes con quien ha colaborado son: Joaquín Romero, Dalida, Marcel Amont, De Raimon (Ramón Marganet Castillo), Antonio Amaya, Rafael Farina, Pilar Gentil, Hermanas Fleta, Luc Barrera o Miguel de los Reyes.

### Flamenco
Gracias a que su padre era guitarrista de flamenco, desde pequeño tuvo contacto con esta música y con músicos que pasaban por la Barcelona previa a la Guerra Civil. Una vez en Madrid el contacto con el mundo del flamenco lo hace en el Villa-Rosa, donde entabla amistad con Perico el del Lunar, a quien le ayudará a transcribir toques suyos para poder registrarlos en la SGAE, siendo uno de los primeros músicos flamencos en hacerlo.
En el año 1975 compuso junto con el guitarrista Sabicas «Gipsy concert», un concierto para guitarra flamenca y orquesta. Se estrenó en 1993 en el XIII Festival de Guitarra de Córdoba, con Rafael Riqueni como solista y Leo Brouwer como director de la Orquesta de la Ciudad de Córdoba.

### Jubilación
Durante los años 80 siguió activo musicalmente en colaboración con Frankie Mara, publicando canciones como «Black star», «Fiesta» o «Flutist», o una marcha para los Juegos Olímpicos de Barcelona con motivos de canciones populares catalanas llamada «Barcelona 92'».

## Obras
Algunas de las obras de Cofiner son:

### De concierto
- Pastoreta (sardana)
- Juliol (sardana)
- Intermezzo I y II
- Gipsy Concert: Concierto para guitarra flamenca y orquesta (en coautoría con Sabicas)

### Revistas
| Título                        | Fecha de estreno | Teatro de estreno    |
| ----------------------------- | ---------------- | -------------------- |
| Secreto de Estadio            | 02/07/1953       | La Zarzuela          |
| Mulata bonita                 | 19/10/1953       | Principal (Alicante) |
| Una chica americana           | 18/01/1955       | Reina Victoria       |
| Tute de reyes                 | 23/03/1955       | Fuencarral           |
| Mujeres en onda corta         | 10/1956          | Alcázar (Elche)      |
| Paz, amor y la gran vida      | 31/07/1958       | Calderón             |
| ¡Tócame, Roque!               | 15/10/1958       | Alcázar              |
| La estrella trae cola         | 12/01/1960       | Zarzuela             |
| Las mujeres de Canuto         | 17/12/1963       | Principal (Alicante) |
| Un aprendiz de marido         | 12/02/1964       | Alcázar              |
| Tres hombres para mí sola     | 24/03/1965       | Calderón             |
| Una mujer despechada          | 01/07/1965       | Calderón             |
| Me quedo con tu señora        | 14/09/1970       | Teatro Circo         |
| Locuras de verano             | 12/06/1972       | Biombo chino         |
| La mujer no es necesaria      | 14/10/1972       | Jaleo                |
| No desearás a la rubia del 5º | 12/04/1973       | Victoria             |
| Manolo, te has pasao          | 18/01/1977       | J'Hay                |
| Por la calle de Alcalá 2      | 23/09/1987       | Alcázar              |

### Últimas publicaciones
La última década la familia Escudé Cofiner ha realizado una labor de recuperación del repertorio, dando como resultado las siguientes publicaciones, algunas de ellas con piezas inéditas.
- CD "Embrujo" (Audiovisuals de Sarrià, 2019) - Piano: Carles Marigó.[11]
- CD "Somorrostro. El mar baila por la playa" (JSM Guitar Records, 2023) - Guitarras: Maria Camahort y Anders Clemens. Arreglos para dos guitarras: Maria Camahort.[23]
- CD "No se lo digas a nadie" (UnderPool, 2022) - Arreglos de cantables de Cofiner: Carles Marigó.
- Partitura "Cofiner. Estampas gitanas/Intermezzos/Juliol" (Ed. Boileau, 2019) - Revisión: Carles Marigó
- Partitura "Cofiner. Estampas gitanas/Intermezzos/Fantasía en do mayor" (Ed. Boileau, 2023) - Arreglo para dos guitarras: Maria Camahort.

## Distinciones
- Caballero de la Orden del Mérito Civil, año 1949. Por la difusión de la música española Egipto durante sus giras por Oriente.[24]